# إيليان ستويانوف
إيليان ستويانوف (بالبلغارية: Илиан Стоянов) (مواليد 20 يناير 1977) هو لاعب كرة قدم. يلعب مع منتخب بلغاريا لكرة القدم منذ عام 1998.

## وصلات خارجية
- إيليان ستويانوف على موقع الاتحاد الدولي (مؤرشف)  (الإنجليزية)
- إيليان ستويانوف على موقع رابطة كرة القدم اليابانية للمحترفين (اليابانية)
- إيليان ستويانوف على موقع قاعدة بيانات كرة القدم.إي يو (الإنجليزية)
- إيليان ستويانوف على موقع بيانات كرة القدم. دي إي (الألمانية)
- إيليان ستويانوف على موقع ناشيونال فوتبول تيمز (الإنجليزية)
- إيليان ستويانوف على موقع Soccerway.com (الإنجليزية)
- إيليان ستويانوف على موقع عالم كرة القدم.نت (الإنجليزية)
- إيليان ستويانوف على موقع كووورة
- National Football Teams